# یواس‌اس فورستال (سی‌وی-۵۹)
یواس‌اس فورستال (سی‌وی-۵۹) (به انگلیسی: USS Forrestal (CV-59)) یک کشتی بود که طول آن ۹۹۰ فوت (۳۰۰ متر) بود. این کشتی در سال ۱۹۵۴ ساخته شد.